# モーリス・ウィルクス
モーリス・ヴィンセント・ウィルクス（Maurice Vincent Wilkes、1913年6月26日 - 2010年11月29日）は、イギリスの計算機科学者。コンピューティング分野でいくつかの重要な開発を行った。亡くなった時点ではケンブリッジ大学の名誉教授だった。ナイト (knight bachelor)、英国コンピュータ学会特別フェロー、王立工学アカデミーのフェロー、王立協会フェローなど様々な栄誉を受けている。

## 生い立ちから軍務時代まで
イングランドのウスターシャー ダドリーに生まれ、ウェスト・ミッドランズのスタウアブリッジで育った。父はダドリー伯の地所で働いていた。スタウアブリッジの高校に通い、そこで化学の先生からアマチュア無線を教えてもらった。1931年から1934年までイギリスのケンブリッジのセント・ジョンズ・カレッジで数学を学び、1936年には電離層での長波の伝播についての研究で物理学の博士号を取得した。ケンブリッジ大学の教職員に任命され、それが後にコンピュータ研究所の設立に関わる元となる。
第二次世界大戦中は軍隊に召集され、Telecommunications Research Establishment (TRE) にてレーダーとオペレーションズ・リサーチに関する仕事をした。

## 電子計算機の黎明期
1945年、ケンブリッジ大学数学研究所（後のコンピュータ研究所）の副所長に任命される。ケンブリッジ研究所には当初から微分解析機などの様々な計算機器があった。そこで彼はENIACの後継としてジョン・プレスパー・エッカートとジョン・モークリーが開発中だったコンピュータ、EDVACの、ジョン・フォン・ノイマンによる草稿を入手した。草稿はすぐに返す必要があり、当時はコピー機もなかったので徹夜で草稿を読んだという。彼はコンピュータの進むべき道はこれだと即座に理解し、そんな機械の設計製作に関わりたいと考えた。
1946年8月に船でアメリカまで行きムーアスクール・レクチャーを受講。ただし船の到着が遅れるなどしたため、受講できたのは最後の2週間だけだった。このアメリカ訪問ではアメリカでのコンピュータ研究に関連した場所を全て訪問し、しばらくモークリーの隣の部屋に宿泊して、ENIACについても熟知するようになった。

## EDSAC

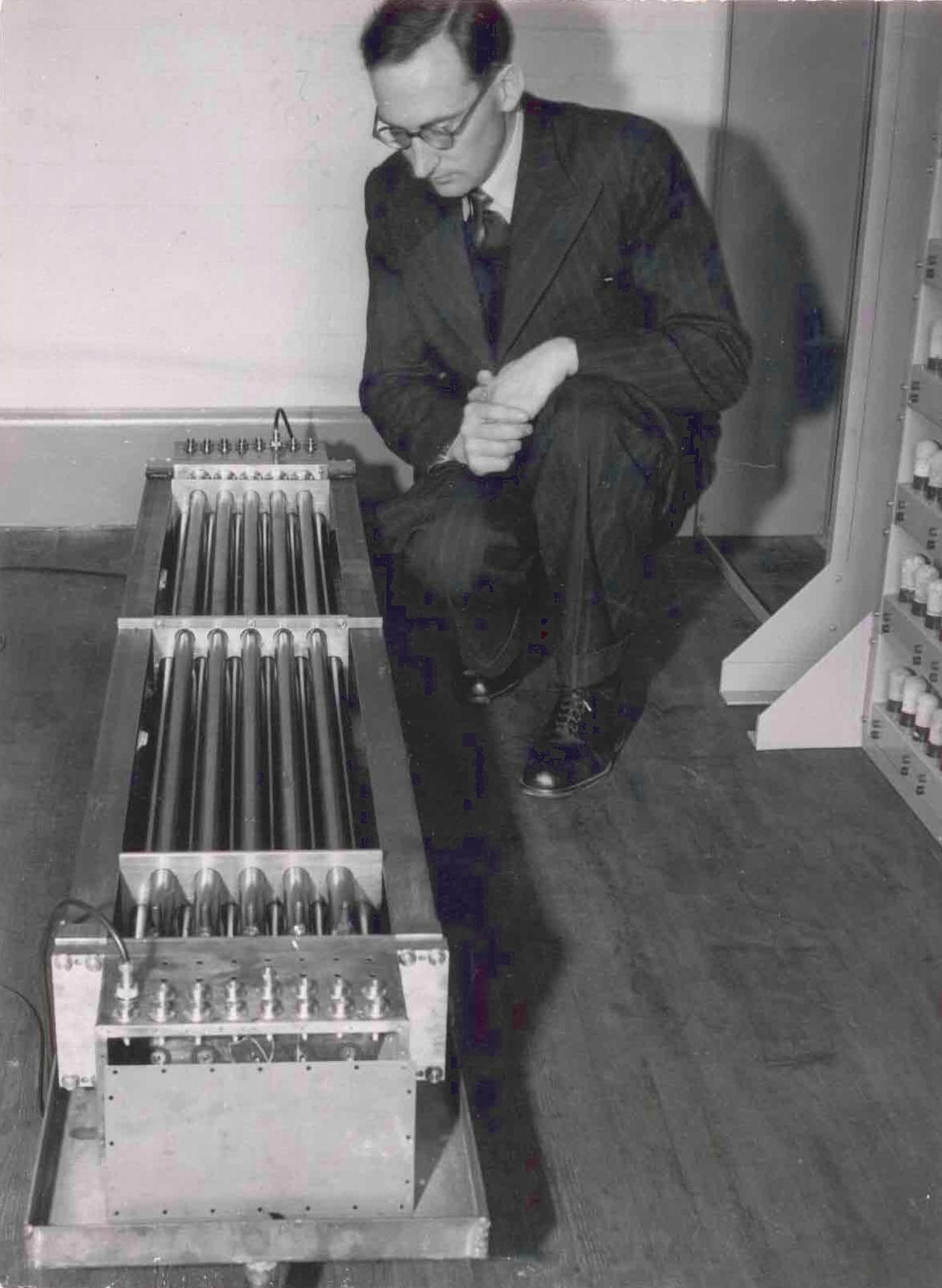
EDSACの水銀遅延線とウィルクス

研究所は自己資金を持っていたので、すぐに実用的なコンピュータ「EDSAC」の開発に取り掛かった。より高速なコンピュータを作ることよりも、大学が即座に使えるものを作ることを目標としていた。EDSACは、実用的なものとしては世界初のプログラム内蔵方式・ノイマン型のコンピュータとして（実験的な機としてはManchester Babyが少し先に完成している）、1949年に稼動を開始した。なお、使用された真空管の本数などで単純に比較したりすると、EDSACはENIAC等に比較して極端に小規模な計算機に見えるかもしれないが、主記憶に水銀遅延線を使っており、それが論理的にはシフトレジスタであることから演算器などが直列方式であることなど、速度最優先ではないこと等による設計上の選択から真空管の本数が少ないのであって、機能的には小規模というわけではない。

## その他のコンピュータ開発
1951年、高速なROM上の小型で高度に特殊化されたコンピュータプログラムを使って、コンピュータの中央処理装置を制御するという考え方を発展させ、マイクロプログラム方式の概念を生み出した。この概念はCPU開発を大いに単純化することとなる。マイクロプログラム方式は1951年のマンチェスター大学でのコンピュータ会議で初めて公開され、1955年のIEEE Spectrum誌（学会誌）でさらに発展した形で掲載された。この考え方を実装したのが EDSAC 2 であり、そこには設計を単純化するための「ビットスライス」方式も採用されていた。プロセッサをビット単位に交換/置換可能な真空管回路ユニットで構成したのである。当時としてはこれは非常に先進的であった。
研究所の次のコンピュータは、フェランティ社との共同開発のTitanである。それはイギリスで初めてタイムシェアリングシステムをサポートしたコンピュータであり、ケンブリッジ大学内ではさらに広範囲に計算資源にアクセスできるようになった。その中には機械CADのためのタイムシェアリング式グラフィックスシステムも含まれる。Titan のオペレーティングシステムの特筆すべき設計上の特徴は、アクセス制御が従来はユーザー毎だったものを、プログラム毎にしたことである。また後にUNIXが導入したパスワードの暗号化も導入している。プログラミングシステムには初期のバージョン管理システムが導入されている。さらにシンボルによるラベル、マクロ、サブルーチンライブラリといった概念も生み出した。これらはプログラミングを容易にする基本的な開発であり、高級言語へ続く道を示したものと言える。
後に初期のタイムシェアリングシステム（現在ではマルチユーザー・オペレーティングシステムと呼ばれる）や分散コンピューティングなどについても研究開発している。1960年代の終わりごろまで、権限ベースの情報処理（セキュリティを高める方式のひとつ）にも興味を持ち、研究所では特殊なコンピュータ Cambridge CAP を設置した。

## 栄誉と指導者として
- 1956年、王立協会のフェローに選ばれる[7]。
- 英国コンピュータ協会 (BCS) の創設に関わり、初代会長 (1957–1960) を務めた。
- 1967年に第二回チューリング賞を受賞。以下は受賞理由の引用である。

「ウィルクス教授はEDSACの設計者および開発者として最も知られている。EDSACはプログラム内蔵式の世界初のコンピュータである。1949年に開発されたEDSACは水銀遅延線メモリを使った。彼は、1951年の Preparation of Programs for Electronic Digital Computers の著者としても知られている(Wheeler、Gill と共著)。その中でプログラムライブラリという考え方が事実上初めて紹介された」
- 1968年にはIEEEの Harry H. Goode Memorial Award を受賞（ハードとソフト両面における学会活動とコンピュータ専門家の国際協調への貢献に対して）。
- 1980年、教授職と研究所の所長職を退職し、マサチューセッツ州メイナードにあるディジタル・イクイップメント・コーポレーションの中央技術スタッフとして参加した[2]。
- 1981年、英国電気学会 (IEE) からファラデー・メダルを授与された。
- 1986年、イギリスに戻り、オリベッティの研究戦略会議のメンバーとなる。1993年、ケンブリッジ大学から名誉博士号を贈られた。
- 1988年、C&C賞を受賞。
- 1992年、京都賞先端技術部門を受賞。
- 1994年、Association for Computing Machinery (ACM) のフェローに選ばれた。1997年、Mountbatten Medal を受賞。2000年のニューイヤーオナーズリストにてナイトに叙された。2002年、名誉教授としてケンブリッジ大学コンピュータ研究所に復帰[2]。

回想録に、以下のようなくだりがある:
（『ウィルクス自伝 ――コンピュータのパイオニアの回想』中村信江 中村明 共訳、丸善 （1992年） pp. 189-190）
一九四九年の六月までに、人々は正しくプログラムを動かすことが一時考えられたほど容易なものではないということに気付き始めた。この衝撃が初めて私自身に襲ってきたときのことを良く覚えている。EDSACは建物の最上階にあり、テープに穴を開けエディットする装置は一階下の微分解析機が設置されている部屋の回廊にあった。私は自分の初めての本格的なプログラムを動かそうとしていた。（略）。EDSACの部屋とパンチ装置の間を往復する旅の中の一つで、「階段の曲がり角で立ち止まった」ような気持が一度に襲った。私の残りの人生の良い部分が、自分のプログラムのエラーを探すのに費やされてしまうことを感じた。チューリングも会議では、「大規模ルーチンの検証」について話していたので、このことに気が付いていたのだろう。
（以下は略すが、プログラムの証明についての専門的な話など。チューリングが数を逆に書いたことにも触れている。（後者についてはチューリング賞講演にもある））
後世の幾万というプログラマが、デバッグという（時にスリリングなこともあるが、基本的には新しい何かを創り出す作業ではなく、非常にうんざりさせられる）作業に対して感じたであろうことだが、それを世界でごく初期に感じたということの、記録である。

## 著作物
- The Preparation of Programs for an Electronic Digital Computer by Maurice Wilkes, David Wheeler, and Stanley Gill; (original 1951); reprinted with new introduction by Martin Campbell-Kelly; 198 pp.; illus; biblio; bios; index; ISBN 0-262-23118-2. Available through Charles Babbage Institute
- Automatic Digital Computers. John Wiley & Sons, New York, 1956, 305 pages, QA76.W5 1956.
- A Short Introduction to Numerical Analysis. Cambridge University Press, 1966, reprinted 1971. ISBN 0-521-09412-7 paperback; ISBN 0-521-06806-1 clothbound.
- Time-sharing Computer Systems. Elsevier, 1975. ISBN 0-444-19525-4
- 『ウィルクス自伝―コンピュータのパイオニアの回想』Memoirs of a Computer Pioneer(1985年)、丸善 1992年 ISBN 4-621-03743-9